# Сінтешть (Ілфов)
Сінтешть, Сінтешті (рум. Sintești) — село у повіті Ілфов в Румунії. Входить до складу комуни Відра.
Село розташоване на відстані 13 км на південь від Бухареста.

## Населення
За даними перепису населення 2002 року у селі проживали 2216 осіб.
Національний склад населення села:
| Національність | Кількість осіб | Відсоток |
| -------------- | -------------- | -------- |
| румуни         | 1581           | 71,3%    |
| цигани         | 635            | 28,7%    |

Рідною мовою назвали:
| Мова      | Кількість осіб | Відсоток |
| --------- | -------------- | -------- |
| румунська | 1838           | 82,9%    |
| циганська | 377            | 17,0%    |